# Медісон (округ, Теннессі)
Шаблон:StateAbbr_ 35°37′ пн. ш. 88°50′ зх. д. / 35.61° пн. ш. 88.84° зх. д.
Округ  Медісон (англ. Madison County) — округ (графство) у штаті  Теннессі, США. Ідентифікатор округу 47113.

## Історія
Округ утворений 1821 року.

## Демографія
За даними перепису 2000 року загальне населення округу становило 91837 осіб, зокрема міського населення було 65763, а сільського — 26074. Серед мешканців округу чоловіків було 44035, а жінок — 47802. В окрузі було 35552 домогосподарства, 24652 родин, які мешкали в 38205 будинках. Середній розмір родини становив 3.
Віковий розподіл населення поданий у таблиці:
| Стать    | До 15 років | 15-21 | 22-29 | 30-39 | 40-49 | 50-65 | 65-85 | Понад 85 |
| -------- | ----------- | ----- | ----- | ----- | ----- | ----- | ----- | -------- |
| Чоловіки | 10317       | 5024  | 4940  | 6349  | 6645  | 6365  | 3978  | 417      |
| Жінки    | 9485        | 5115  | 5149  | 7053  | 7184  | 6918  | 5828  | 1070     |

## Суміжні округи
- Ґібсон — північ
- Керролл — північний схід
- Гендерсон — схід
- Честер — південний схід
- Гардеман — південь
- Гейвуд — захід
- Крокетт — північний захід

## Виноски
1. ↑  U.S. Decennial Census. United States Census Bureau. Архів оригіналу за 19 липня 2018. Процитовано 9 квітня 2015.
2. ↑  Historical Census Browser. University of Virginia Library. Архів оригіналу за 11 серпня 2012. Процитовано 9 квітня 2015.
3. ↑  Forstall, Richard L., ред. (27 березня 1995). Population of Counties by Decennial Census: 1900 to 1990. United States Census Bureau. Архів оригіналу за 21 лютого 2015. Процитовано 9 квітня 2015.
4. ↑  Census 2000 PHC-T-4. Ranking Tables for Counties: 1990 and 2000 (PDF). United States Census Bureau. 2 квітня 2001. Архів оригіналу (PDF) за 18 грудня 2014. Процитовано 9 квітня 2015.
5. ↑  State & County QuickFacts. United States Census Bureau. Архів оригіналу за 7 червня 2011. Процитовано 6 грудня 2013.(англ.) Наведено за англійською вікіпедією.
6. ↑  American FactFinder. Бюро перепису населення США. Архів оригіналу за 26 лютого 2012. Процитовано 31 січня 2008.

| США | Це незавершена стаття з географії США. Ви можете допомогти проєкту, виправивши або дописавши її. |